# Tit Manli Imperiós Torquat
Tit Manli Imperiós Torquat (en llatí: Titus Manlius L. F. A. N. Imperiosus Torquatus) va ser un magistrat romà. Era valent i amb les virtuts dels antics romans, fill obedient i pare sever, i sense deixar que l'amistat influís en el compliment del seu deure. La seva proesa lluitant contra un gal va ser recordada per la posteritat amb l'agnomen Torquat. En els moments difícils, el poble romà va demostrar la seva confiança en les seves qualitats, nomenant-lo dictador i cònsol, les màximes dignitats en responsabilitat de govern.

## Defensor del seu pare
El seu pare Luci Manli Capitolí Imperiós va ser dictador el 363 aC després d'una carrera d'honors. El tribú Marc Pomponi el va acusar de crueltat i el va presentar com a dolent i tirànic; el fill, en saber-ho, es va presentar a casa de Pomponi i el va obligar a retirar l'acusació sota amenaça de mort.

## Origen de l'agnomen
El 361 aC va servir amb el dictador Tit Quint Penne Capitolí Crispí contra els gals i va guanyar glòria especial per matar en combat singular un gal gegantí. Del cos mort del gal va agafar el pesat collar (torques) que portava al coll i se'l va posar al damunt; des de llavors els seus camarades li van donar el sobrenom de Torquat que després va esdevenir cognom hereditari.

## Dictador i cònsol
Va ser nomenat dictador el 353 aC abans d'haver estat cònsol per fer la guerra contra la ciutat de Caere i els etruscs. Uns ambaixadors de Caere van arribar a Roma per implorar la pau, argumentaven que l'origen de la ira romana contra ells només estava en uns pocs romans que s'havien deixat convèncer pels de Tarquínia. Torquat va ordenar renovar la pau amb Caere i va enviar el seu exèrcit contra els de Falerii, però finalment tampoc es va arribar a una batalla en camp obert.
Altre cop va ser dictador el 349 aC amb l'objectiu que presidís la celebració de comicis. El 347 aC va ser elegit cònsol per primera vegada amb Gai Plauci Vennó Hipseu, any en què no va passar res important excepte la llei de faenore. El 344 aC va ser altre cop cònsol amb Gai Marci Rutil; el 340 aC va ser cònsol per tercera vegada amb Publi Deci Mus. Va establir per sempre l'hegemonia de Roma al Latium i, amb el seu col·lega, va obtenir la gran victòria en la batalla del Vesuvi sobre els llatins, però allà l'altre cònsol va morir.
Abans de la batalla es va emetre un edicte pel qual cap romà estava autoritzat a enfrontar-se amb un llatí en combat singular sota pena de mort, però el fill de Manli Torquat no va respectar la prohibició quan va ser provocat pels insults d'un noble de Túsculum de nom Meti Gemini, el va matar i va portar el seu cap al seu pare. Aquest no va dubtar, i el va fer executar per incomplir la llei. Això no va fer popular a Torquat sinó ben al contrari, objecte universal d'odi, i aquesta severitat va derivar en el proverbi Manliana imperia.
En una altra batalla a Trifanum van ser derrotats pels llatins, Tit Manli va tornar a Roma malalt i va nomenar dictador a Luci Papiri Cras, perquè continués la guerra contra els habitants d'Anzio.
Ja no torna a ser esmentat excepte pels Fasti que l'indiquen com a dictador l'any 320 aC.